# Pantonyssus erichsonii
Pantonyssus erichsonii är en skalbaggsart som först beskrevs av White 1853.  Pantonyssus erichsonii ingår i släktet Pantonyssus och familjen långhorningar. Inga underarter finns listade i Catalogue of Life.